# Турменти
Турменти су насељено мјесто у граду Требиње, Република Српска, БиХ. Према попису становништва из 2013. у насељу је живјело свега 10 становника.

## Становништво
| Демографија | Демографија | Демографија |
| Година      | Становника  | Становника  |
| ----------- | ----------- | ----------- |
| 1971.       | 289         |             |
| 1981.       | 214         |             |
| 1991.       | 72          |             |